# Pablo Saavedra
Pablo Saavedra Reinado (Pontevedra, 29 de enero de 1975) es un deportista español que compitió en natación adaptada. Ganó una medalla de bronce en los Juegos Paralímpicos de Atlanta 1996 en la prueba de relevos 4 × 100 m libre (clase S7-10).

## Palmarés internacional
| Juegos Paralímpicos | Juegos Paralímpicos      | Juegos Paralímpicos | Juegos Paralímpicos   |
| Año                 | Lugar                    | Medalla             | Prueba                |
| ------------------- | ------------------------ | ------------------- | --------------------- |
| 1996                | Atlanta (Estados Unidos) | Medalla de bronce   | 4 × 100 m libre S7-10 |